# 仏生山駅

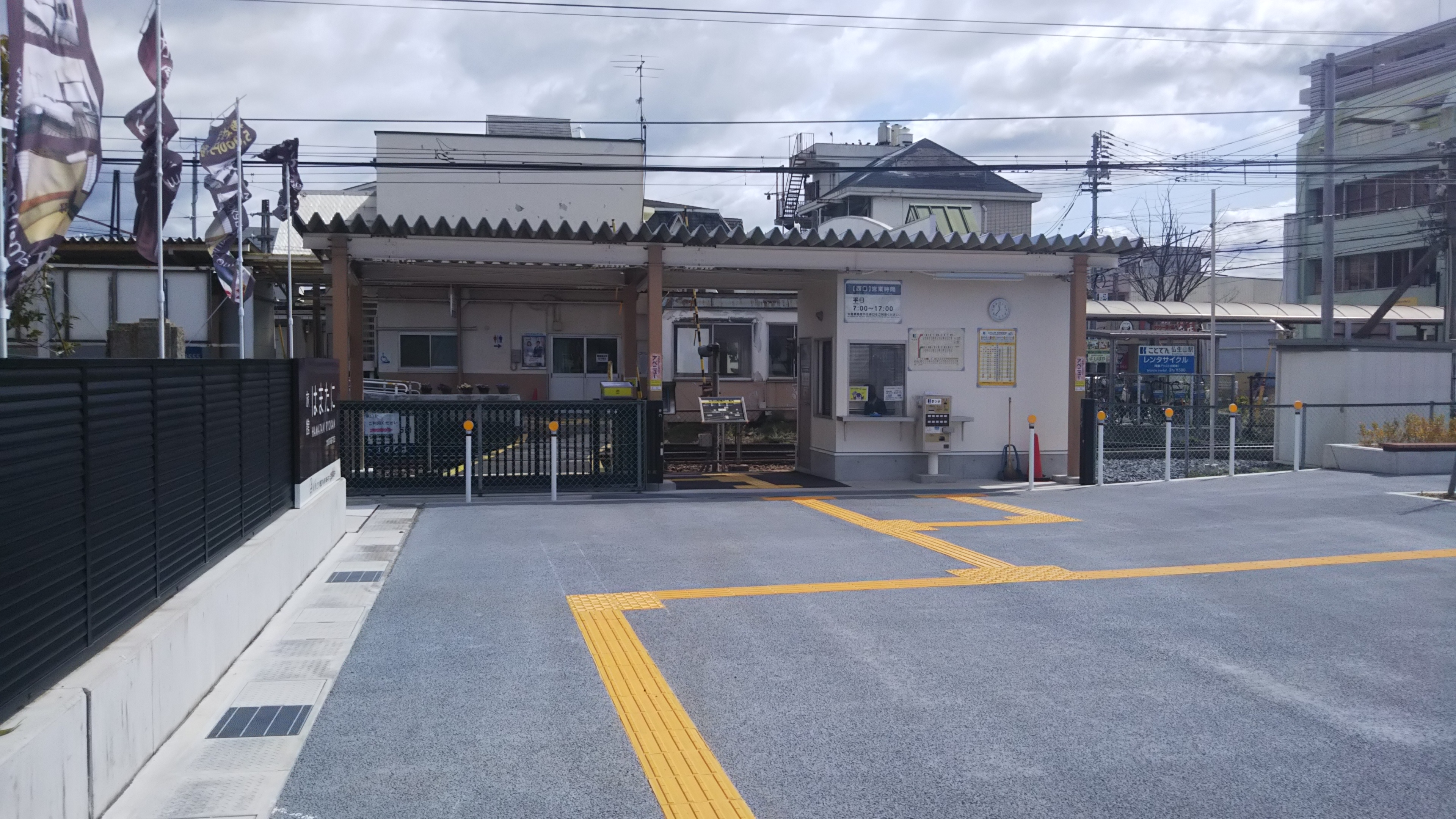
西改札（2019年3月）

仏生山駅（ぶっしょうざんえき）は、香川県高松市仏生山町にある、高松琴平電気鉄道琴平線の駅である。駅番号はK06。琴平線、長尾線車両の管理を担当する仏生山検車区・仏生山工場を併設する。
IruCa取り扱い窓口・IruCa定期券窓口がある。途中下車指定駅。

## 歴史
琴平電鉄の建設に当たっては、当初は琴平街道沿いのルートが予定されていたが、仏生山地区からの誘致運動により、仏生山経由に変更された経緯がある。
かつて、この駅からは塩江温泉鉄道が分岐していた。その名の通り香川県中南部にある塩江温泉への鉄道で、ガソリンカーを運行していた。1938年に高松琴平電気鉄道の前身である琴平電鉄に合併され、同社の塩江線となったが、折りしも日中戦争のさなか不要不急線とみなされ1941年に廃止されている。仏生山駅構内の同線の跡地には仏生山工場が建てられている。
- 1926年（大正15年）12月21日 琴平電鉄の駅として開業。
- 1929年（昭和4年）11月12日 塩江温泉鉄道（のちの塩江線）が開業。
- 1938年（昭和13年）7月6日 塩江温泉鉄道が琴平電鉄に合併され、琴平電鉄のみの駅となる。
- 1941年（昭和16年）5月10日 塩江線廃止。
- 1943年（昭和18年）11月1日 会社合併により高松琴平電気鉄道琴平線の駅となる。
- 2018年(平成30年)9月1日 西口を新設。

## 駅構造

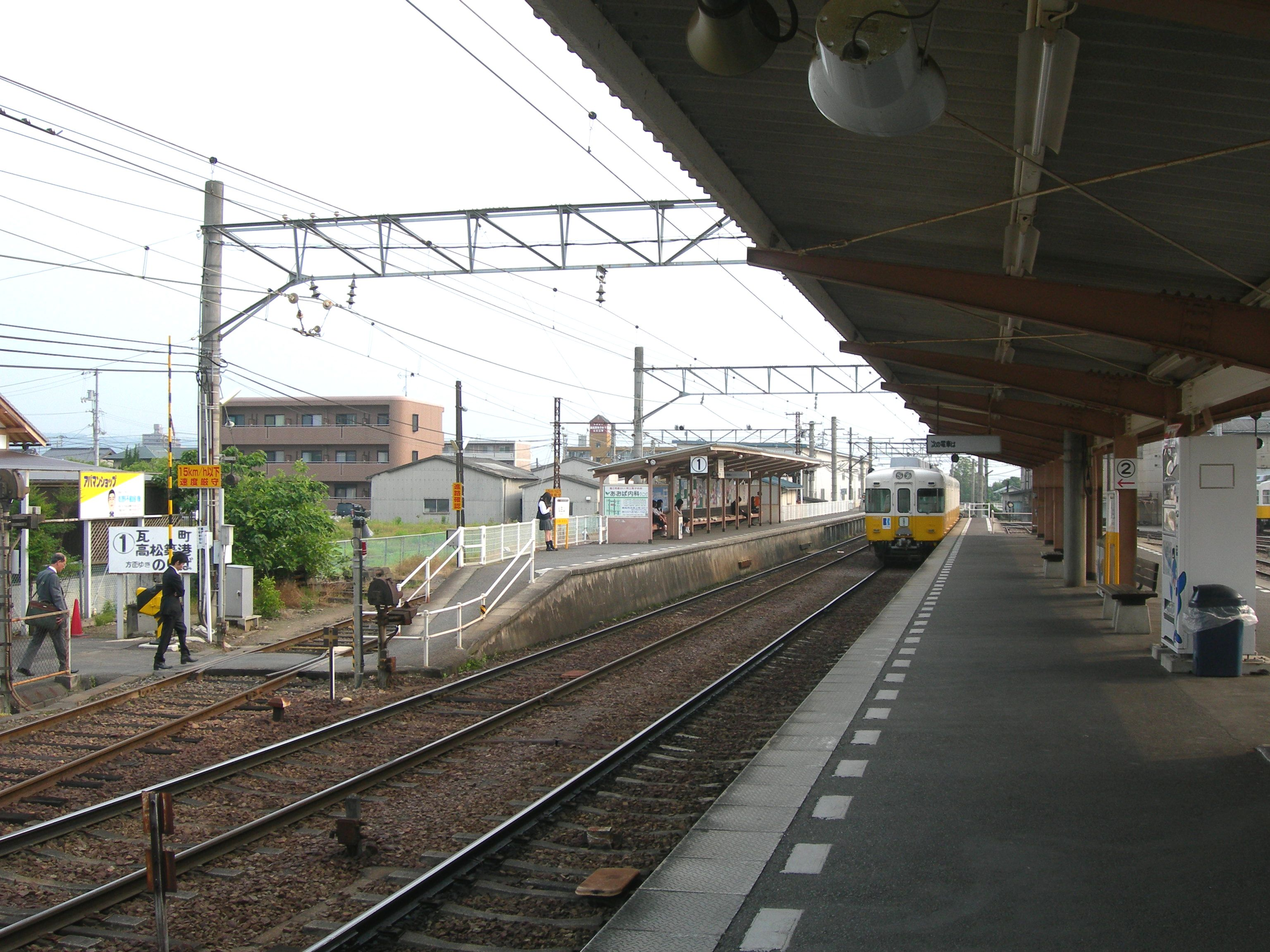
ホーム　空港通り方より　右方に仏生山工場（南工場）　奥の1番線の左に北工場への引込み線と構内踏切

相対式・頭端式2面3線のホームがある。ただし、頭端式の3番線は始発上り2列車(仏生山午前5時34分発築港行)と下りの2両から4両への車両取り換え(築港から2両にて3番線へ進入、2番線より4両にて一宮、滝宮、琴電琴平方面行き発車)以外の旅客乗降には使用されていない。
なお、３番線は有効長の関係上3両編成以上の車両は入線できない(かつては3両編成の営業列車もドアカットせずここから出発させてたことはある)
これまでは駅本屋のある東側にのみ改札口があったが、2018年9月1日に高松市立みんなの病院が開院したのに伴い、新たに西口改札が設置された。利用可能時間は平日のみ7時から17時まで。
当駅の前後に留置線があり、高松築港方の留置線の先端には無蓋貨車13000形1310号（元国鉄トラ3131、1930年川崎車輌製）が20年以上（少なくとも最後に工場入場した1978年以降）全く動かず車籍だけがある状態で放置されている状態であった。ただ、2006年12月に仏生山工場で行われた撮影会で工場構内に移動したことがある。留置場所を含めた複線化事業が進む中、2025年1月15日に仏生山工場で解体された。

### のりば
| 乗り場 | 路線    | 方向 | 行先                     | 備考              |
| ------ | ------- | ---- | ------------------------ | ----------------- |
| 1      | ■琴平線 | 上り | 瓦町・高松築港方面       |                   |
| 2      | ■琴平線 | 下り | 一宮・滝宮・琴電琴平方面 |                   |
| 3      | ■琴平線 | 上り | 瓦町・高松築港方面       | 始発の2両編成のみ |

駅本屋は2・3番線ホームの空港通り駅寄り頭端にある。
1番線ホームと駅本屋との間では構内踏切を二度渡る（本線上り下り、仏生山工場「北工場」への引込み線）。

## 利用状況
同社の移動等円滑化取組報告書（鉄道駅）によると2023年度の一日平均乗降客数は3,481人であった。これは築港線区間(瓦町駅以北)を除いた琴平線単独区間で最も利用者が多い。2001年には、1日あたり3,887人の利用者数があったが、高松市は特にモータリゼーションの進行が顕著であることに加え、コロナ禍を経験したことによる市民の急速な鉄道離れにより利用者は減少傾向にある。
| 1日乗降人員推移 | 1日乗降人員推移 |
| 年度            | 1日平均人数     |
| --------------- | --------------- |
| 2011年          | 3,085           |
| 2012年          | 2,976           |
| 2013年          | 3,035           |
| 2014年          | 2,964           |
| 2015年          | 3,096           |
| 2016年          | 3,195           |
| 2017年          | 3,124           |
| 2018年          | 3,341           |
| 2019年          | 3,665           |
| 2020年          | 2,972           |
| 2023年          | 3,481           |

## 駅周辺
※かつて駅前に系列の琴電商事が経営するコトデンスーパーがあったが、現在ロータリーと駐輪場になっている。
- 香川県道12号三木国分寺線
- 香川県道166号岩崎高松線
- 香川県道280号高松香川線（旧塩江街道）
- 高松琴平電気鉄道仏生山工場
- 法然寺 - 山号「仏生山」であり、当駅名や地名の由来。
- 仏生山公園
- 平池 - 人柱伝説（いわざらこざら伝説）がある。
- 高松市立龍雲中学校
- 高松市立多肥小学校
- 高松市立仏生山小学校
- 高松市立みんなの病院
- マルナカ仏生山店
- 百十四銀行仏生山支店 - 2021年7月5日より配下の一宮主張所をブランチインブランチ。
- 香川銀行仏生山支店
- 高松信用金庫仏生山支店
- 香川県信用組合仏生山支店
- 香川県農業共済組合

## バス路線
高松市立みんなの病院開院に伴い、仏生山駅西口バス停が2018年9月1日に供用開始した。
- 仏生山駅西口バス停
  - 塩江線 
    - 下り岩崎行き(51)・塩江行き(53)
    - 上り瓦町・高松駅行き(52)

  - 仏生山川島線 山田支所行き（現在はことでんタクシーにより運行）
  - 香川町シャトルバス 池西支所行き（マルイ観光バス）

## その他
- 高松市近辺ではかつて俗に「仏生山の片頬焼け」ということが言われた。高松市中心部から見て仏生山は真南約8kmに当たるため、当地から高松市街へ歩いて通勤通学する人は行きも帰りも右頬を太陽に照らされ、右頬のみが焼けていたが、琴電開通によってそのようなことが無くなった、というものである。但しあくまで一種の笑い話のため、実際そうだったかどうかは定かでない。
- 当駅近辺に実家のあるシンガーソングライターmimikaが、当駅名を表題にした「仏生山駅」という曲を着うたフル配信限定でリリースしている。

## 隣の駅
高松琴平電気鉄道
■琴平線
太田駅（K05） - 仏生山駅（K06） - 空港通り駅（K07）